# 名古屋市立大高南小学校
名古屋市立大高南小学校（なごやしりつ おおだかみなみしょうがっこう）は、愛知県名古屋市緑区南大高一丁目にある公立小学校。

## 概要
- 茨谷山、大高町（阿原の一部、池之内の一部、柿木峡の一部、水主ヶ池、上瀬木川西の一部、上瀬木川東の一部、北炭焼の一部、北南休の一部、南休の一部、下瀬木、下西峡の一部、西茶屋、平地の一部、南炭焼の一部、山之田）、高根山一丁目、高根山二丁目、忠治山、南大高一丁目、南大高二丁目、南大高三丁目、南大高四丁目などが通学区域であり、公立中学校の進学先は名古屋市立大高中学校である[1][2]。
- 分校として総合病院南生協病院に院内学級の「あすなろ学級」が設置されている。

## 沿革
- 1986年（昭和61年）4月 - 名古屋市立大高小学校より分離し、開校する。

## 交通アクセス
- 東海旅客鉄道東海道本線南大高駅下車、徒歩約12分。
- 名古屋市営バス【高速1号系統】、【鳴子13号系統】、【鳴海11号系統】「森の里団地」バス停より徒歩約3分。

## 周辺施設
- 名古屋市立大高中学校
- 名古屋市立大高小学校
- 総合病院南生協病院
- イオンモール大高
- 東海道本線南大高駅